# Courtney Brown
Courtney Lanair Brown (Charleston, 14 febbraio 1978) è un ex giocatore di football americano statunitense che ha giocato nel ruolo di defensive end per la maggior parte della carriera con i Cleveland Browns della National Football League (NFL). Fu la prima scelta assoluta del Draft NFL 2000 da parte dei Browns. Al college ha giocato a football alla Pennsylvania State University.

## Carriera professionistica
Brown fu scelto come primo assoluto nel Draft 2000 da parte dei Cleveland Browns facendone l'undicesimo uomo della linea difensiva ad essere scelto come prima scelta in oltre 70 anni di storia del Draft NFL. Brown ebbe una stagione da rookie produttiva, facendo registrare 70 tackle e 4,5 sack. La sua seconda stagione fu abbreviata da un infortunio ma Brown registrò comunque altri 4,5 sack in sole 5 partite. Per tutto il resto della sua carriera fu tormentato dagli infortuni che lo portarono a faticare sul campo di gioco. Nel periodo 2002-2004, Brown disputò solamente 26 gare con 8 sack.

## Palmarès
- PFWA All-Rookie Team - 2000

## Statistiche
| Partite totali             | 71   |
| Partite totali da titolare | 70   |
| Tackle totali              | 94   |
| Sack fatti                 | 19,0 |
| Intercetti fatti           | 0    |
| Fumble forzati             | 7    |